# Památník příslušníkům policie a četnictva
Památník příslušníkům policie a četnictva se nachází v Praze na Žižkově na Vojenském pohřebišti na Olšanských hřbitovech. Jedná se o pomník obětem okupace 1938–1945 z řad policie a četnictva. Byl zbudován v roce 2015 Policií České republiky u příležitosti 70. výročí konce druhé světové války.

## Podrobněji

### Komu je věnován
Památník příslušníkům policie a četnictva je věnován těm, kteří položili své životy při obraně vlasti v letech 1938 až 1945. Památník je vzpomínkou na četníky a policisty v uniformě, kteří přišli o život při výkonu své práce (v předválečné době, v československém  příhraničí, v protiněmeckém odboji, při osvobozování na konci druhé světové války) nebo se stali oběťmi záměrné likvidace v nacistických koncentračních táborech.

### Umístění a charakter
Výrobu památníku zadalo Policejní prezidium České republiky. Muzeum Policie České republiky a Správa pražských hřbitovů rozhodly začátkem roku 2014 o umístění památníku na vojenském pohřebišti Olšanských hřbitovů v Praze.

### Podoba, ideový záměr a umělecká myšlenka
Celková podoba památníku i jeho rozměry byly přizpůsobeny okolí, tj. stávajícímu charakteru vojenského pohřebiště. Památník tak symbolicky vyjadřuje sounáležitost s okolními hroby a pomníky těch, kdož se o osvobození Československa za druhé světové války zasloužili. Památník zpodobňuje ideový záměr státnosti a oddanosti policistů a četníků podle představ pracovní skupiny složené ze členů Policejního prezidia. Uměleckou myšlenku památníku ztvárnil sochař MgA. Jiří Kašpar (* 20. ledna 1977, Praha).

### Odhalení
Památník byl dokončen 26. října 2015 a dne 5. listopadu 2015 byl slavnostně odhalen. Odhalení památníku byl přítomen policejní prezident brigádní generál Tomáš Tuhý a prezident Policajného zboru Slovenskej republiky generál Tibor Gašpar.

Detaily památníku
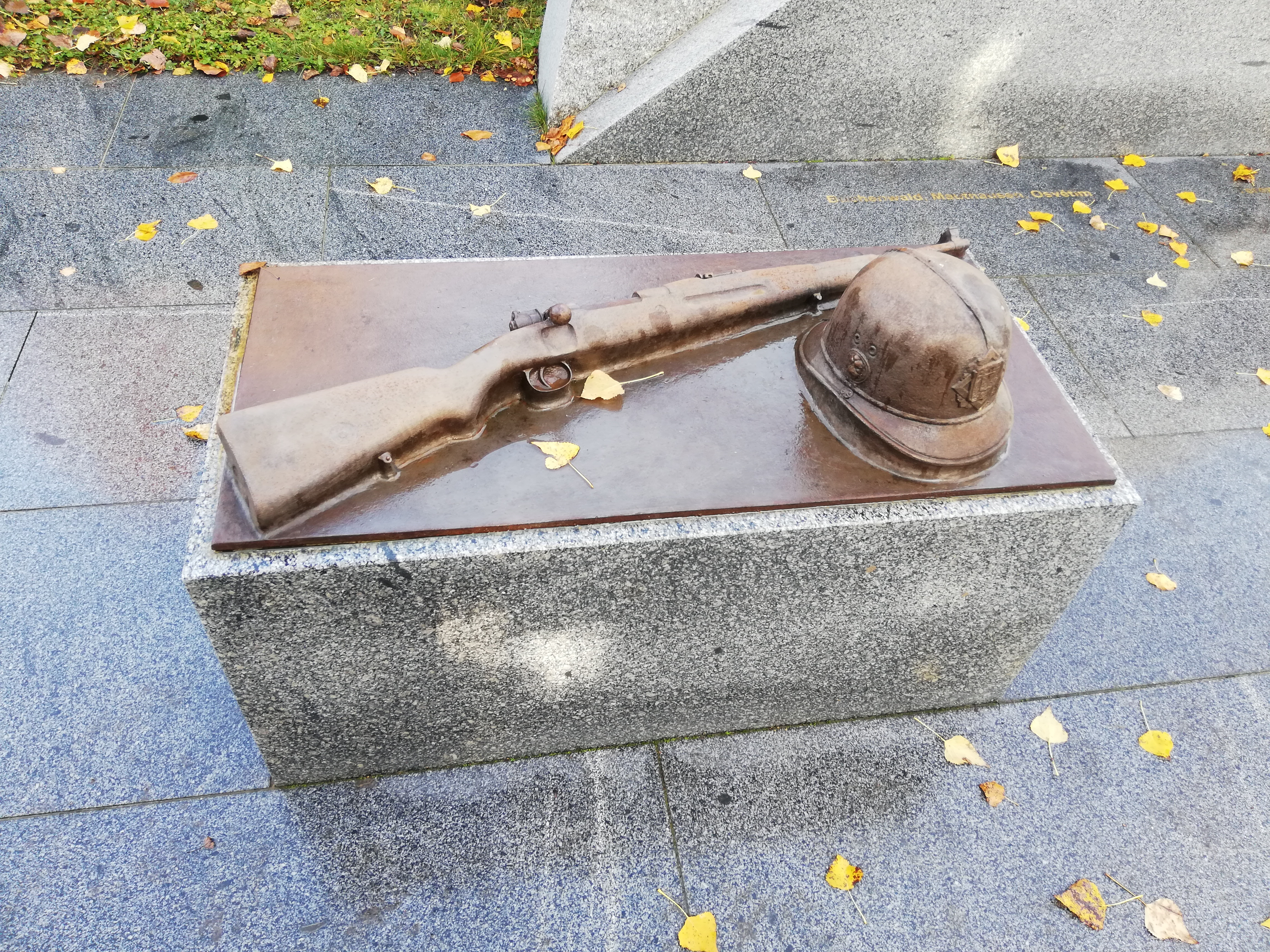
Detail plastiky na levém sloupku
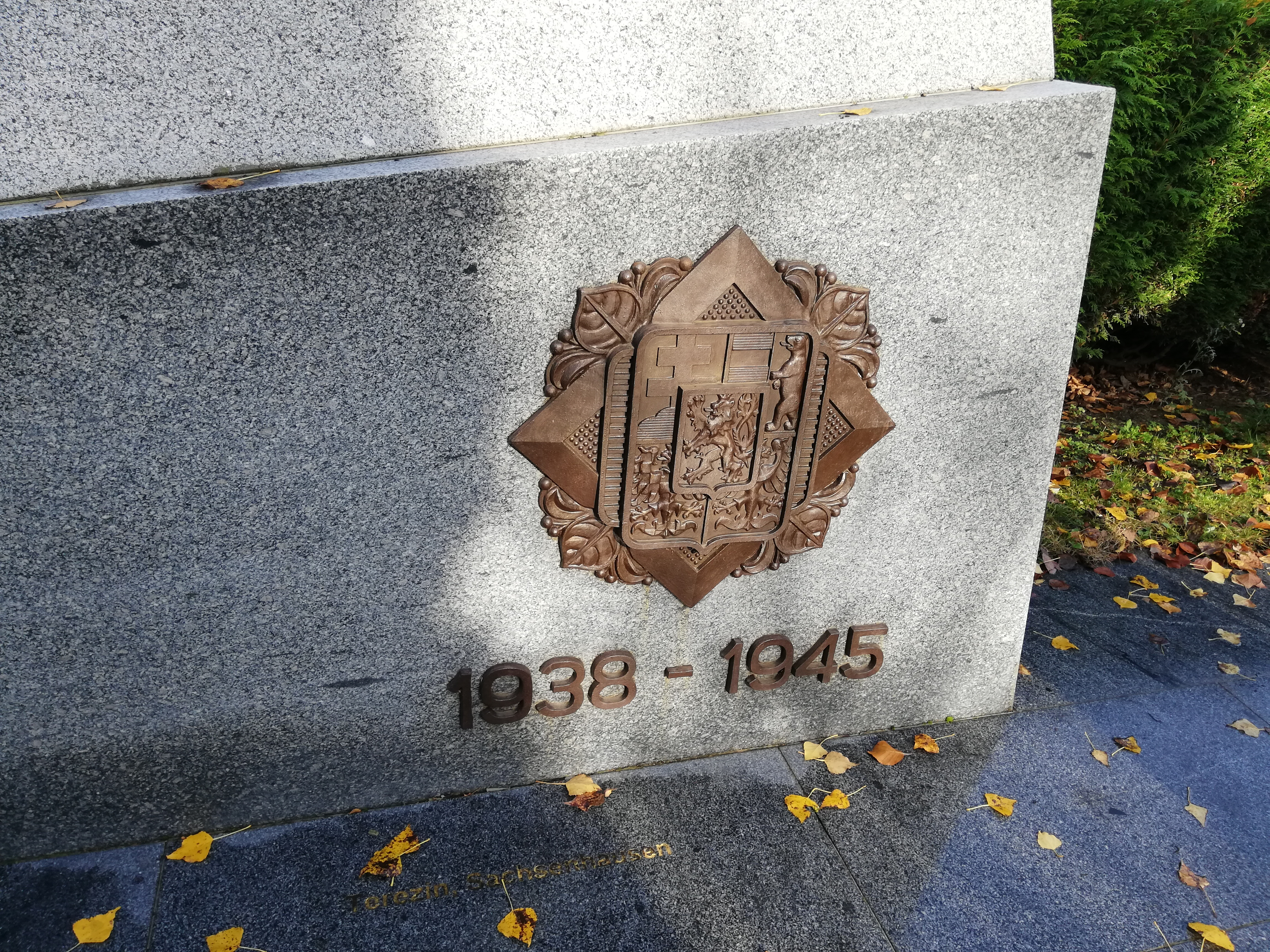
Detail znaku a rozsahu letopočtů v levé dolní části centra památníku
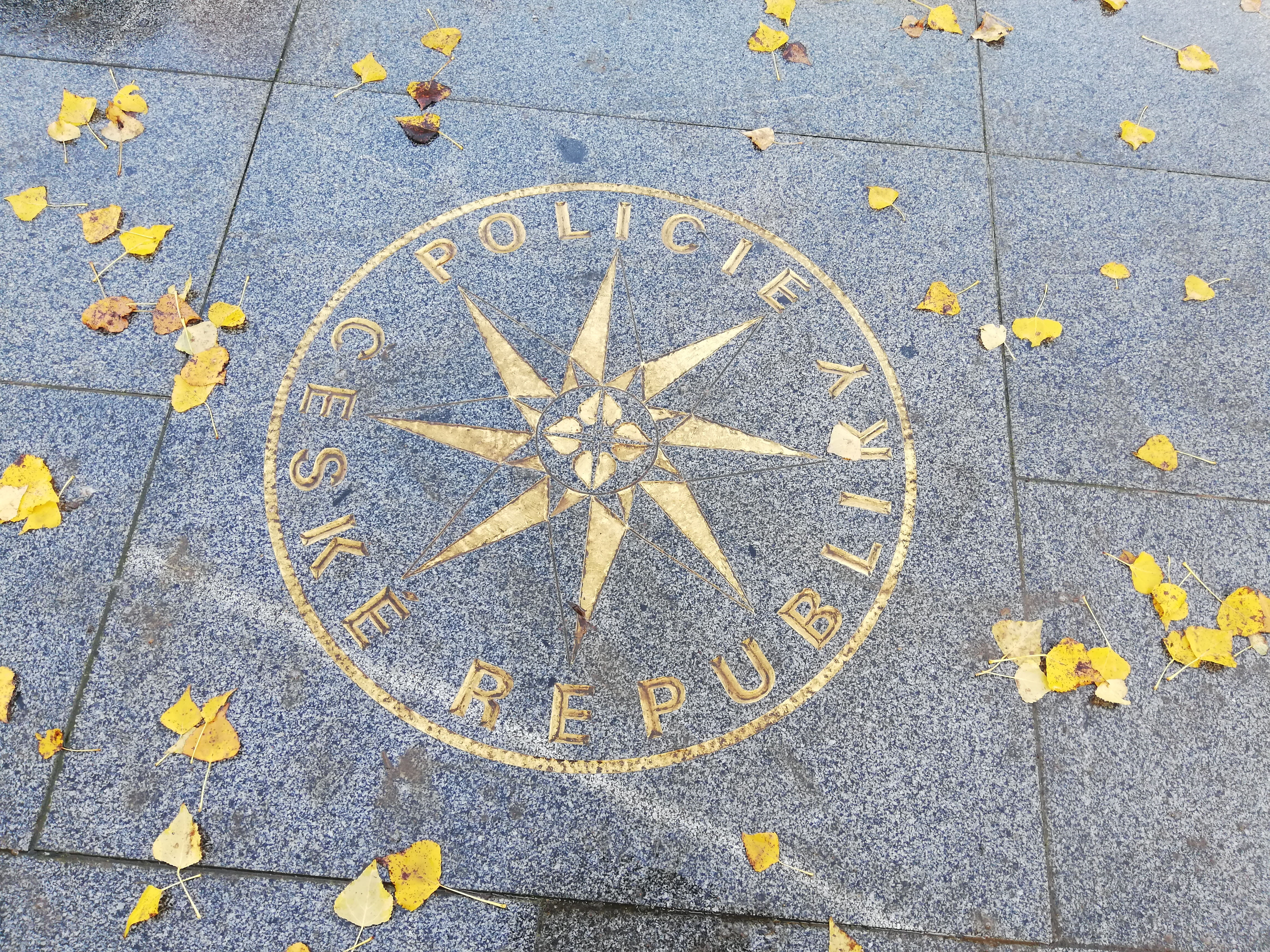
Detail znaku policie České republiky v pochozí části památníku
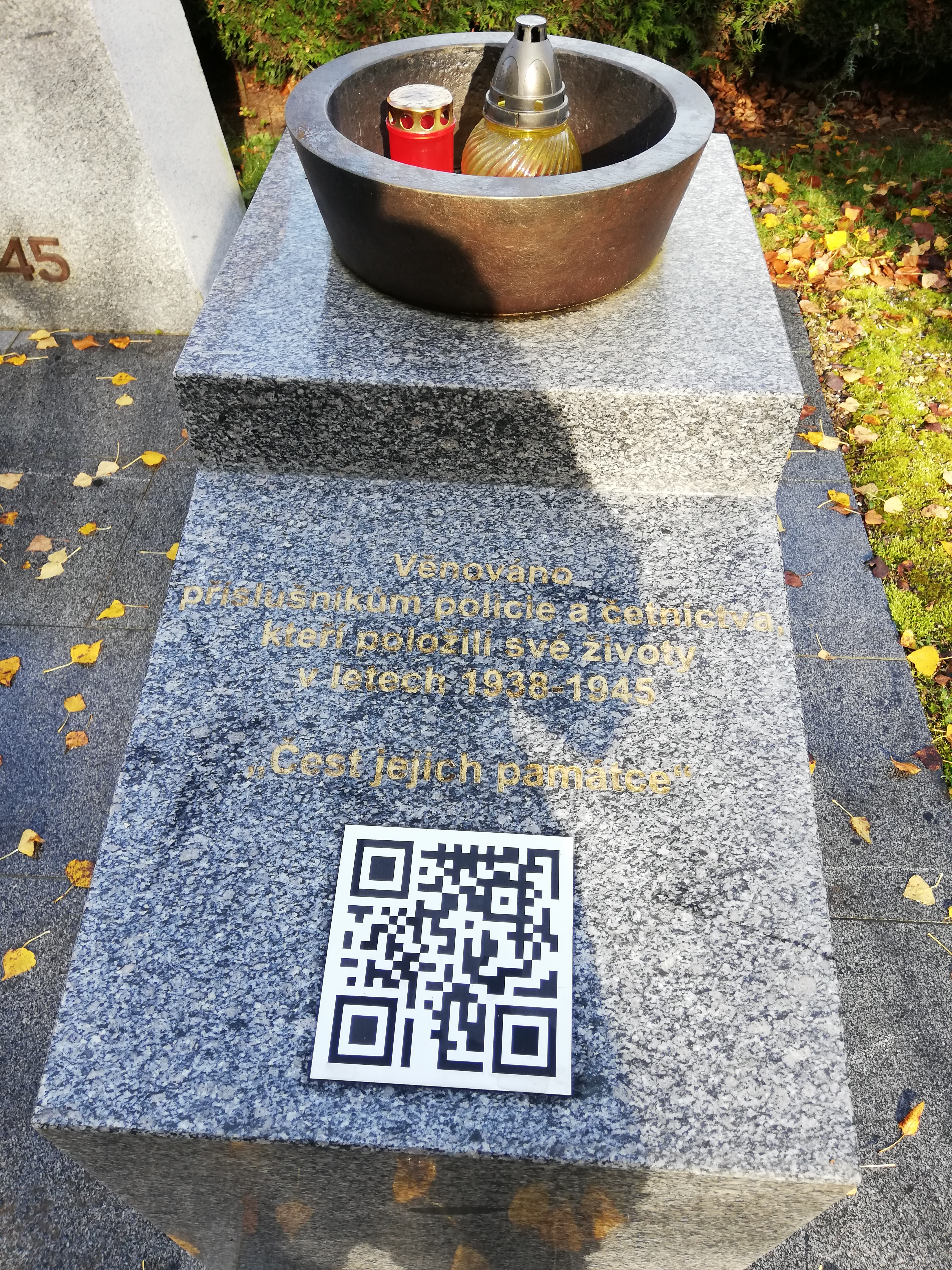
Detail plastiky (a QR kódu) na pravém sloupku